# Zaz (album)
Pour les articles homonymes, voir Zaz.
Albums de Zaz
Recto Verso
(2013)
Singles
1. Je veux
Sortie : 10 mai 2010
2. Le long de la route
Sortie : septembre 2010
3. La fée
Sortie : février 2011
4. Éblouie par la nuit
Sortie : novembre 2011

Zaz est le premier album studio de la chanteuse française Zaz, sorti le 10 mai 2010 sous le label Play On.
L'album est commercialement bien accueilli en France, avec 1,1 million d'exemplaires vendus, mais également partout dans le monde où il a atteint 845 000 à fin 2012. L'album est certifié double disque de diamant en Belgique francophone, double disque de diamant en France, disque de platine en Allemagne, Suisse et Pologne, et disque d'or en Autriche.
Pour la promotion de l'album quatre singles sont extraits Je veux, Le long de la route, La fée et Éblouie par la nuit.
Le titre Éblouie par la nuit illustre une scène du film américain Dead Man Down du danois Niels Arden Oplev, avec Colin Farrell, Noomi Rapace et Isabelle Huppert.

## Caractéristiques de l'album

### Pochette et artwork
La pochette de l'album représente Zaz assise devant un rideau métallique d'un magasin. Sur le rideau métallique, un tag blanc écrit le nom de la chanteuse habillé d'un débardeur noir, d'un pantalon de tartan et un foulard bleu turquoise noué sur les cheveux. Les pieds nus, Zaz regarde vers la gauche de la pochette.

## Titres
| 1.    | Les Passants             | Isabelle Geffroy, Tryss                           | 3:33 |
| 2.    | Je veux                  | Kerredine Soltani, Tryss                          | 3:37 |
| 3.    | Le Long de la route      | Isabelle Geffroy, Mickaël Geraud                  | 3:37 |
| 4.    | La Fée                   | Raphaël Haroche                                   | 2:53 |
| 5.    | Trop sensible            | Isabelle Geffroy                                  | 4:00 |
| 6.    | Prends garde à ta langue | Isabelle Geffroy, Dino Cirone                     | 3:41 |
| 7.    | Ni oui ni non            | Isabelle Geffroy, Kerredine Soltani, Vivian Roost | 3:31 |
| 8.    | Port coton               | Raphaël Haroche                                   | 2:56 |
| 9.    | J'aime à nouveau         | Isabelle Geffroy, Mickaël Geraud                  | 3:50 |
| 10.   | Dans ma rue              | Jacques Datin                                     | 4:40 |
| 11.   | Éblouie par la nuit      | Raphaël Haroche                                   | 2:40 |
| 38:59 |                          |                                                   |      |

## Accueil

### Accueil critique
Son premier album n'a pas fait l'unanimité au sein de la presse.
Le Figaro évoque une voix qui « bouleverse et séduit ». Le journal s'avoue ému par « son petit côté écorché » et salue « le blues urbain de Trop sensible, le bouleversant Port coton ou des chansons aux accents réalistes comme Ni oui ni non ou Dans ma rue ». Libération déclare que son single Je veux se situe « entre le J’veux du soleil d’Au P'tit Bonheur évanoui et le concurrentiel P’tit kawa de Karimouche - autres exemples de variété débonnaire à l’optimisme survitaminé ». Le journal écrit que « son naturel (…) compense un registre à la bonne franquette où l’entrain titi-jazzy-world ne s’embarrasse pas de circonvolutions ». Le Nouvel Observateur qualifie Je veux de chanson au « propos anticonsumériste », qui « accroche tout de suite l'oreille ». Paris Match écrit, que « Zaz veut se montrer telle qu’elle est au naturel. Soit une jeune femme à l’air frondeur, presque brut, ex-adolescente rebelle devenue chanteuse par acharnement. Dans son premier album, Isabelle dit tout : son rêve utopique d’un monde meilleur, ses amours complexes, la peur de ne pas réussir. Mélangeant la chanson classique au flamenco, en passant par le rock musette, Zaz écrit des textes doux-amers, reflets de l’état d’esprit des trentenaires d’aujourd’hui. Des gens un peu paumés mais pleins d’ambitions ». Le journal évoque un « seul problème » de la chanteuse : « elle n’a pas encore de répertoire ». Le Parisien croit que « ses chansons aux textes réalistes ont marqué les esprits… Elle reflète l’état d’esprit de la jeunesse, un peu torturée mais aussi pleine d’espoir ». L'Humanité félicite « un rapport très direct et chaleureux » de la jeune chanteuse au public : « Bienvenue dans le monde de la bonne humeur de Zaz ».
Plus sévère, Valérie Lehoux de Télérama soutient que la chanteuse est « incontestablement dotée de capacités vocales assez peu communes, tant en puissance qu'en vibrato, façon chanteuse réaliste et gouailleuse de l'entre-deux-guerres » mais que son album est « bien trop éclaté pour qu'on puisse s'y attacher, naviguant sans sextant d'une chanson française un peu poussiéreuse à la franche variété, en passant par un néo-R&B plus ou moins dansant ». Pour la journaliste, la chanteuse reste dans la démonstration et croule sous des références « trop pesantes et trop attendues ». Les Inrockuptibles qualifie, lui, la chanteuse de « phénomène en bois recyclé », et ajoute que son single Je veux « nous casse bien les bonbons ». Le journal ironise sur son look faussement négligé : pieds nus, pantalon de tartan, foulard dans les cheveux, piercing sur la joue — tout l'attirail du « punk », mais sans le chien, « pour montrer qu’elle n’appartient pas à ce monde où règnent l’apparence et la morale petite-bourgeoise » et qu'elle incarne « une part de la génération des 15-25 ans qui cachent des boulettes de shit dans leurs cheveux et défendent le concept de décroissance ».

### Classements et certifications
| Pays               | Classements, | Temps au hit-parade | Certification |
| ------------------ | ------------ | ------------------- | ------------- |
| France             | 1er          | 77 semaines         | Diamant       |
| Allemagne          | 3e           | 45 semaines         | Platine       |
| Suisse             | 10e          | 72 semaines         | Platine       |
| Autriche           | 12e          | 42 semaines         | Platine       |
| Belgique (NL)      | 65e          | 10 semaines         |               |
| Belgique (FR)      | 1er          | 21 semaines         | 3 × Platine   |
| Italie             | 19e          | 11 semaines         |               |
| Grèce              | 3e           | 10 semaines         |               |
| Pologne            | 1er          | 36 semaines         | 2 × Platine   |
| Pays-Bas           | 56e          | 6 semaines          |               |
| Russie             | 3e           | 44 semaines         | Platine       |
| République tchèque | 29e          | 2 semaines          |               |

Classement de fin d'année
| Classement (2010)                    | Position |
| ------------------------------------ | -------- |
| Belgique Classement album (Wallonie) | 6        |
| France Classement album              | 6        |
| Suisse Classement album              | 36       |
| Classement (2011)                    | Position |
| Autriche Classement album            | 32       |
| Belgique Classement album (Wallonie) | 7        |
| France Classement album              | 5        |
| Allemagne Classement album           | 7        |
| Suisse Classement album              | 22       |